# Quá trình đoạn nhiệt thuận nghịch
Trong nhiệt động lực học, quá trình đoạn nhiệt thuận nghịch (tiếng Anh: isentropic process), còn gọi là quá trình đẳng entropy. Là một quá trình nhiệt động lực học mà vừa đoạn nhiệt vừa thuận nghịch. Giống với quá trình đoạn nhiệt, quá trình này xảy ra mà không có sự trao đổi nhiệt ({\displaystyle \Delta Q=0}) giữa vật  và môi trường ngoài.Vì vậy, năng lượng được trao đổi chỉ là công.. Quá trình này còn được gọi là quá trình đẳng entropy vì entropy của nhiệt động lực học không đổi trong cả quá trình.
{\displaystyle \Delta S=\int {\frac {\delta Q}{T}}=0}

## Phương trình của quá trình đoạn nhiệt thuận nghịch
Từ định nghĩa trên ta có được công thức  {\displaystyle \Delta Q=0} hay chính xác hơn là {\displaystyle \delta Q=0} với {\displaystyle \delta Q} là một lượng nhiệt rất nhỏ được thêm hoặc nhả ra (chú ý rằng đây không phải là một vi phân vì {\displaystyle Q} không phải là một hàm trạng thái). Xét một lượng khí lý tưởng (gồm {\displaystyle \nu } mol) đang trong quá trình đoạn nhiệt thuận nghịch. Phương trình dạng vi phân của nguyên lý một nhiệt động lực học sẽ là:
{\displaystyle \mathrm {d} U=\delta Q-\mathrm {d} A=-p\mathrm {d} V\quad (1)}
Công thức của độ biến thiên nội năng: {\displaystyle \mathrm {d} U=\nu C_{V}\mathrm {d} T\quad (2)}
Phương trình trạng thái khí lý tưởng: {\displaystyle pV=\nu RT\quad (3)}
Thế (2) vào (1) và chia phương trình đó cho (3) và biến đổi ta có:
{\displaystyle {\begin{aligned}{\frac {C_{V}}{R}}{\frac {\mathrm {d} T}{T}}&=-{\frac {\mathrm {d} V}{V}}\\\Leftrightarrow \int _{T_{0}}^{T}{\frac {\mathrm {d} T}{T}}&={\frac {-R}{C_{V}}}\int _{V_{0}}^{V}{\frac {\mathrm {d} V}{V}}\\\Leftrightarrow \ln \left({\frac {T}{T_{0}}}\right)&={\frac {-R}{C_{V}}}\ln \left({\frac {V}{V_{0}}}\right)\\\end{aligned}}}
Ta có: {\displaystyle \gamma ={\frac {C_{P}}{C_{V}}},\quad C_{P}-C_{V}=R}
{\displaystyle \Rightarrow {\frac {-R}{C_{V}}}={\frac {C_{V}-C_{p}}{C_{V}}}=1-\gamma }
{\displaystyle {\begin{aligned}\Rightarrow \ln \left({\frac {T}{T_{0}}}\right)&=(1-\gamma )\ln \left({\frac {V}{V_{0}}}\right)\\\Leftrightarrow {\frac {T}{T_{0}}}&=\left({\frac {V_{0}}{V}}\right)^{\gamma -1}\\\Leftrightarrow TV^{\gamma -1}&=T_{0}V_{0}^{\gamma -1}={\text{const}}\end{aligned}}}
Từ đây ta áp dụng phương trình trạng thái khí và ra được:
{\displaystyle pV^{\gamma }={\text{const}}}
Đây chính là phương trình của quá trình đoạn nhiệt thuận nghịch. Ta có thể thấy, phương trình này hoàn toàn tương tự như phương trình của Quá trình đa biến: {\displaystyle pV^{n}={\text{const}}}. Trong trường hợp này hệ số của quá trình đa biến {\displaystyle n=\gamma }, tương ứng với nhiệt dung của khí bằng 0, đúng với định nghĩa của quá trình đoạn nhiệt.